# Этуотер, Уилбур
Уилбур Олин Атуотер (англ. Wilbur Olin Atwater, 3 мая 1844, Джонсберг, Нью-Йорк — 22 сентября 1907[…], Мидлтаун, Коннектикут, США) — американский учёный, известный своими исследованиями в области питания и процессов метаболизма человека. Он разработал оригинальную систему питания (систему Этуотера).

## Биография

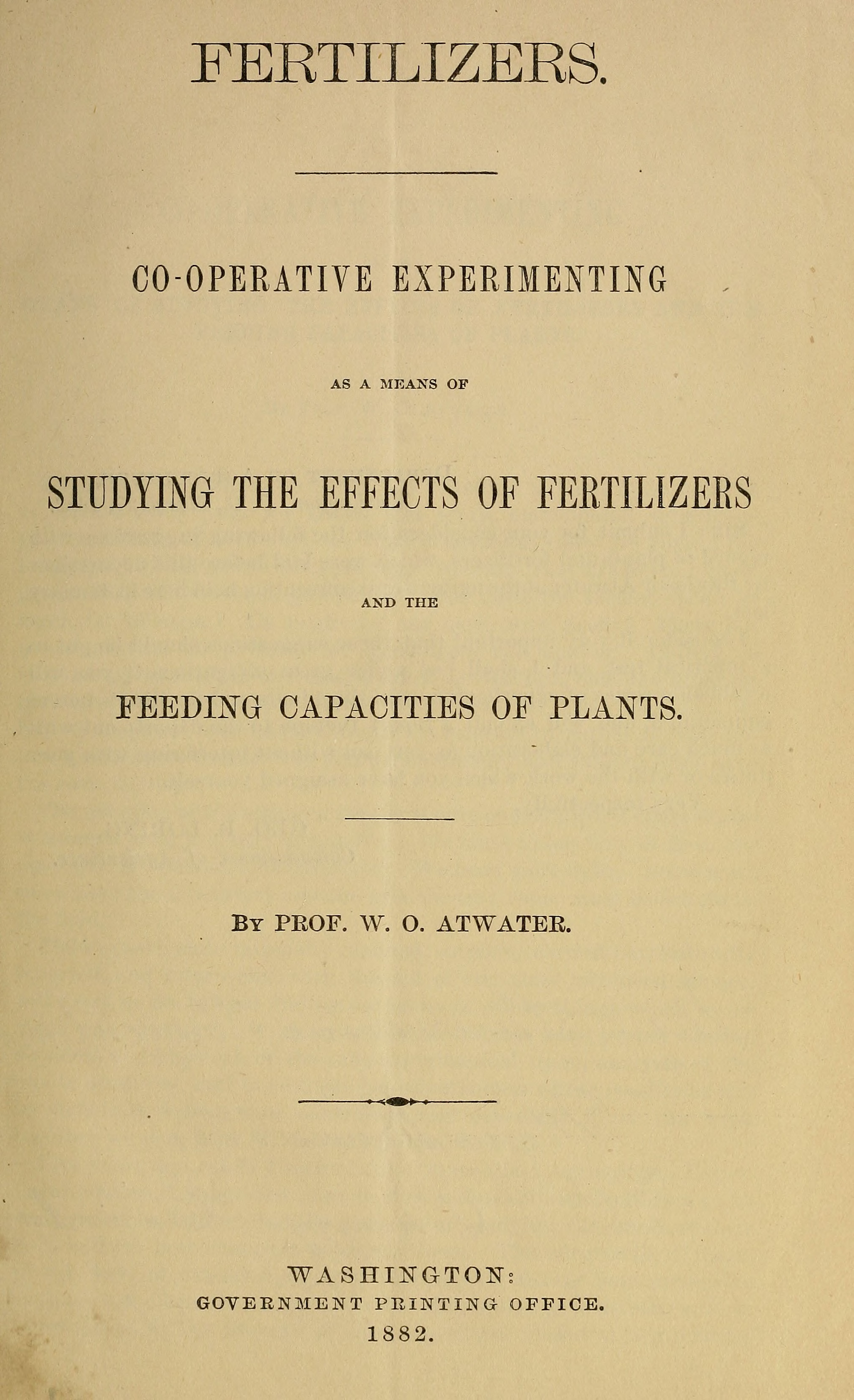
Fertilizers, 1882

- Родился в городе Джонсберг, штат Нью-Йорк. Детство провел в Новой Англии.
- В 1865 году окончил с общей степенью Уэслианский университет и в 1868 году продолжил образование в Йельском университете.
- В 1869 году получил степень доктора философии в области применения агрохимии в сельскохозяйственной отрасли. Его докторская диссертация по теме «Непосредственный состав нескольких разновидностей американской кукурузы» представляла собой первый современный химический анализ пищевых продуктов и кормов для животных в Соединённых Штатах.
- С 1869 по 1871 год путешествовал по Великобритании, Германии и Италии. Встречался с Либихом.
- В 1871 году работал в должности профессора химии в Восточном университете Теннесси (ныне Университет Теннесси).
- В 1872 году — профессор химии в колледже штата Мэн (Maine State College, ныне Университет штата Мэн).
- В 1873 году — профессор химии в Университете Уэсли.
- В 1875 году сыграл важную роль и убедил законодательный орган Коннектикута в необходимости создания первой государственной сельскохозяйственной исследовательской станции (англ. Experiment Station) в Университете Уэсли, Миддлтон. Стал первым директором, под его руководством проводились исследования затруднений и потенциальных улучшений в производстве продуктов питания и агробизнесе.
- В 1887 году под влиянием его доводов Конгресс США принял Закон Хатча (англ. Hatch law) о предоставлении средств для сельскохозяйственных опытных станций во всех штатах страны[5].
- В 1879—1882 годах проводил обширные исследования пищевых продуктов для Комиссии по рыбному хозяйству США (англ. United States Fish Commission) и Смитсоновского института
- В 1888—1891 — директор департамента опытных станций при министерстве сельского хозяйства США[6].

## Научная деятельность
Доказал, что закон сохранения энергии полностью применим к человеку. Развил предположение Юстуса фон Либиха, что еда является источником энергии для организма, и основные составляющие этого «топлива» содержатся в углеводах, белках и жирах. Положил начало науки о питании — современной диетологии. Впервые определил калорийность продуктов питания и спирта на основании экспериментов в 1896 году. Вычисляя калорийность продуктов, в ходе экспериментов он использовал калориметрическую бомбу — герметичный стальной цилиндр с толстыми стенками, в котором сжигается вещество, подвергаемое исследованию. Сначала он выделял количество белков, жиров и углеводов в продуктах, а затем определял их калорийность. Его называют отцом диетологии.
Учитывая, что на всех упаковках теперь пишут энергетическую ценность продукта, Уилбура Олина Этуотера можно считать самым цитируемым автором.

### Значение трудов
Работы У. Этуотера в области физиологии питания были признаны в Европе, получив широкую известность, и были переведены на французский, русский, шведский и другие языки. Благодаря его исследованиям с середины XX века при изготовлении пищи на упаковках производители стали указывать пищевую ценность продукта.
Современные исследования
Научные исследования диетологов новейшего времени привели к тому, что научные знания о калорийности расширились. Дальнейшие исследования учёных привели к выводу, что не только калорийность может влиять на состояние здоровья человека и вес, следует учитывать и другие факторы.

### Сочинения
- The chemistry of foods, Hartford,1885;
- Methods and results of investigations on the chemistry and economy of food, Washington, 1895;
- Food and diet, Charts 1 — 4, Baltimore, 1896;
- Description of a new respiration calorimeter and experiments on the conservation of energy in the human body, Washington, 1899 (совм. с Rosa E.B.);
- Principles of nutrition and nutritive value of food, Washington, 1902;
- Experiments on the metabolism of matter and energy in the human body, 1900—1902, Washington, 1903 (совм. с др.).